# Mayssa Bastos
Mayssa Bastos (nascida Niterói no dia 23 de outubro de 1997) é uma grappler de submissão brasileira e competidora de jiu-jitsu brasileiro faixa-preta. Bastos conquistou praticamente todos os principais torneios de jiu-jitsu, tanto no Gi quanto no No-Gi. Ela é a atual campeã mundial na categoria galo, campeã mundial No-Gi, campeã pan-americana e campeã europeia na categoria pena-leve. Além disso, compete no ONE Championship, onde se tornou a campeã mundial de grappling de submissão na categoria peso-átomo [en].

## Primeiros anos
Mayssa Caldas Pereira Bastos nasceu em 23 de outubro de 1997, em Niterói, Brasil. Na infância, treinou judô ao lado de seu irmão mais velho antes de iniciar o jiu-jitsu brasileiro aos 12 anos, na escola Grappling Fight Team ( GFTeam), sob a orientação do treinador Jair Court, em Maricá, Rio de Janeiro. Ela também frequentou outra unidade da equipe em Méier para treinar com o lendário faixa-coral de sétimo grau Júlio César. Como faixa-azul, conquistou ouro duplo no Pan-Americano Juvenil e no Campeonato Europeu da IBJJF; antes de receber a faixa-roxa, obteve prata no Mundial Juvenil. Já como faixa-roxa, venceu dois mundiais, além do Europeu e do Pan-Americano em 2015 e 2016. Como faixa-marrom, triunfou no Abu Dhabi World Pro, no Grand Slam da UAEJJF em Abu Dhabi e no Grand Slam da UAEJJF em Los Angeles. Em seguida, conquistou o Europeu, o Pan-Americano e bronze no Mundial de 2017.
Para se preparar para competições fora do Brasil, Bastos começou a treinar com Murilo Santana na Unity JJ, em Nova York, e na GFTeam Orange County, na costa oeste dos EUA. Foi promovida a faixa-preta em 4 de junho de 2018 por Júlio César, logo após conquistar prata no Mundial de 2018 na categoria marrom.

## Carreira como faixa-preta
No Mundial de 2019, Bastos venceu seu primeiro título como faixa-preta, derrotando a tetracampeã mundial Rikako Yuasa [en] na final. Aos 23 anos, ela já havia vencido quase todos os grandes torneios de jiu-jitsu, tanto no Gi quanto no No-Gi, muitos deles mais de uma vez. Bastos conquistou três títulos mundiais No-Gi consecutivos sem perder uma única luta No-Gi como faixa-preta.

### 2021-2022
Em 2021, ela venceu o Who's Number One na divisão de 52kg ao derrotar Grace Gundrum e o Eddie Bravo Invitational (EBI), tornando-se a primeira campeã na categoria palha. Competindo sob as regras do ADCC pela primeira vez, em fevereiro de 2022, Bastos venceu a 2ª Seletiva Sul-Americana do ADCC na divisão até 60 kg. No Campeonato Europeu de 2022, Bastos derrotou Rose El Sharouni [en], da  Checkmat, na final, tornando-se campeã europeia na categoria pena-leve (−53,5 kg). No mesmo ano, qualificou-se para o Campeonato Mundial da ADCC de 2022 ao vencer a 2ª Seletiva Sul-Americana e conquistou o Pan-Americano pela terceira vez. Em junho de 2022, tornou-se campeã mundial pela terceira vez ao derrotar Brenda Larissa por pontos (6–4).

### 2023
Bastos competiu no Campeonato Europeu IBJJF de 2023, conquistando ouro na categoria pena-leve. Em 26 de março de 2023, ganhou a medalha de ouro na categoria pena-leve do Pan IBJJF 2023. Em 7 de maio de 2023, competiu no Campeonato Brasileiro de Jiu-Jitsu e ganhou ouro na categoria pena-leve. Após essa vitória, anunciou que mudaria de equipe para a  Art of Jiu Jitsu, treinando sob a orientação de  Rafael Mendes e  Guilherme Mendes.
No Campeonato Mundial de Jiu-Jitsu IBJJF de 2023, realizado em 3 e 4 de junho, Bastos conquistou ouro na categoria galo. Em 7 de julho, competiu no Campeonato Asiático IBJJF 2023 e venceu ouro na categoria pena-leve. Em 1º de setembro, participou do Jiu-Jitsu Con International IBJJF, ganhando ouro na categoria pena-leve.
Em 10 de novembro de 2023, Bastos venceu ouro na categoria galo do  Campeonato Mundial Profissional de Jiu-Jitsu de Abu Dhabi. Em seguida, competiu no Campeonato Mundial de Jiu-Jitsu No-Gi IBJJF de 2023, onde venceu a categoria galo.

### 2024
Bastos conquistou ouro na categoria galo do Abu Dhabi Grand Slam Tóquio em 14 de janeiro de 2024. Em 27 de janeiro, competiu na categoria pena-leve do Campeonato Europeu IBJJF de 2024, ganhando prata.
Estreou no ONE Championship contra Kanae Yamada no ONE Fight Night 20 [en], em 8 de março de 2024. Venceu a luta por decisão.
Em 24 de março de 2024, Bastos venceu ouro na categoria pena-leve do Pan IBJJF 2024.
No Campeonato Mundial de Jiu-Jitsu IBJJF de 2024, em 1º de junho, Bastos conquistou ouro na categoria galo, marcando seu quinto título consecutivo. Em 30 de junho, venceu ouro na categoria pena-leve do Campeonato Asiático IBJJF 2024.
Bastos enfrentou Danielle Kelly [en] pelo Campeonato Mundial Feminino de Grappling de Submissão Peso-Átomo do ONE [en] no ONE Fight Night 24 [en], em 3 de agosto de 2024. Venceu por decisão unânime e ganhou o bônus de Performance da Noite de 50 mil dólares.
Foi convidada a competir na divisão até 55 kg do Campeonato Mundial da ADCC de 2024. Perdeu para Adele Fornarino [en] por decisão na rodada inicial.
Bastos defendeu seu título mundial feminino de grappling de submissão peso-átomo do ONE contra Danielle Kelly em uma revanche no ONE Fight Night 26 [en], em 6 de dezembro de 2024. Venceu a luta por decisão.
Bastos conquistou ouro na categoria pena-leve do Campeonato Mundial No-Gi de Jiu-Jitsu IBJJF de 2024.

### 2025
Bastos venceu ouro na categoria pena-leve do Campeonato Europeu IBJJF de 2025. Em seguida, conquistou bronze na categoria pena-leve do Pan IBJJF 2025.

## Resumo competitivo no jiu-jitsu brasileiro
Principais Conquistas (Faixa-Preta)
- 5 vezes campeã mundial IBJJF (2019 / 2021 / 2022 / 2023 / 2024)
- 4 vezes campeã do Pan IBJJF (2019 / 2020 / 2022 / 2023 / 2024)
- Campeã do Asian Open IBJJF (2018)
- 4 vezes campeã europeia IBJJF (2019–2020–2022–2023)[38]
- Campeã dos Nacionais Americanos IBJJF (2018)
- 4 vezes campeã mundial No-Gi IBJJF (2018 / 2019 / 2021 / 2022)
- 2 vezes campeã do Pan No-Gi IBJJF (2018–2021)
- Campeã mundial AJP Abu Dhabi World Pro (2017 / 2018 / 2019)
- Vencedora do Grand Slam AJP, Moscou (2019)
- Vencedora do Grand Slam AJP, Tóquio (2018)
- Vencedora do Grand Slam AJP, Miami (2020–2021)
- Vencedora do Grand Slam AJP, Rio de Janeiro (2018)
- Vencedora da 2ª Seletiva Sul-Americana ADCC (2022)[10]
- Campeã nacional No-Gi CBJJ (2018)
- 2º lugar no Pan IBJJF (2021)
- 2º lugar no Campeonato Nacional Brasileiro CBJJ (2019)[39]
- Principais Conquistas (Faixas Coloridas)[2]
- Campeã mundial IBJJF (2015–2016 roxa)
- Campeã mundial juvenil IBJJF (2014[nota 2] azul)
- Campeã europeia IBJJF (2015–2016 roxa, 2017–2018 marrom)
- Campeã do Pan IBJJF (2015–2016 roxa, 2018 marrom)
- Campeã europeia juvenil IBJJF (2014[nota 3] azul)
- Campeã do Pan juvenil IBJJF (2014 azul)[nota 3]
- Campeã do UAEJJF Abu Dhabi World Pro (2018 marrom/preta)
- Vencedora do Grand Slam UAEJJF, Abu Dhabi (2018 marrom)
- Vencedora do Grand Slam UAEJJF, Los Angeles (2017 marrom)
- Vencedora do Continental Pro América do Sul UAEJJF (2018 marrom)
- 2º lugar no Mundial IBJJF (2018 marrom)
- 2º lugar no Europeu IBJJF (2015 roxa)[nota 2]
- 2º lugar no Mundial Juvenil IBJJF (2014 azul)
- 3º lugar no Mundial IBJJF (2018[nota 2]/2017 marrom)
- 3º lugar no Europeu IBJJF (2016[nota 2] roxa, 2017[nota 2] marrom)
- 3º lugar no Pan IBJJF (2016[nota 2] roxa)

## Linhagem de instrutores
- Luiz França > Oswaldo Fadda > Monir Salomão > Júlio César > Mayssa Bastos[2]

## Ver Também
- Tainan Dalpra
- Gabi Pessanha
- Megaton Dias
- Carlos Lemos Júnior
- Carlos Gracie Jr.
- Luiza Monteiro
- Tayane Porfírio
- André Galvão
- Braulio Estima
- Ffion Davies
- Cyborg Abreu
- Nathalie Ribeiro
- Gezary Matuda
- Tammi Musumeci